# Bake Off Italia - Dolci in forno (terza edizione)
La terza edizione di Bake Off Italia - Dolci in forno è stata girata presso Villa Annoni, situata a Cuggiono (MI). Il programma è prodotto da Magnolia. È in onda a partire dal 4 settembre 2015. Il vincitore della terza edizione del programma è stato Gabriele De Benetti, il quale, come premio del programma, avrà la possibilità di creare un libro di ricette e di pubblicarlo.
Il programma è presentato da Benedetta Parodi ed ha come giudici Ernst Knam e Clelia d'Onofrio.
Per la prima volta nelle edizioni di Bake Off Italia, la serie si è aperta con una puntata pilota dedicata ai casting e alla presentazione dei sedici concorrenti. Nella sesta puntata, è stata Clelia D'Onofrio a scegliere la torta oggetto della prova tecnica mentre nell'ottava puntata i concorrenti hanno dovuto svolgere una prova divisi in coppie. Inoltre, nella semifinale, la prova tecnica si è svolta in esterna, a Langenargen.

## Concorrenti
I sedici concorrenti sono stati rivelati durante la puntata introduttiva "Aspettando Bake Off Italia" il 31 luglio 2015, concorrenti nominati durante la puntata dedicata ai casting di Bari e Roma.
|     | Concorrente         | Età | Occupazione               | Città                     | Posizione            |
| --- | ------------------- | --- | ------------------------- | ------------------------- | -------------------- |
| 1°  | Gabriele De Benetti | 37  | Programmatore informatico | Cadoneghe (PD)            | Vincitore            |
| 2ª  | Patrizia Ave        | 47  | Casalinga                 | Cesano Maderno (MB)       | Seconda Classificata |
| 3ª  | Ilaria Gerosa       | 18  | Studentessa               | Vaprio d'Adda (MI)        | Terza Classificata   |
| 4ª  | Valeria Ardita      | 30  | Casalinga                 | Catania                   | Eliminata            |
| 5°  | Pietro Bencivenga   | 52  | Farmacista                | Milano                    | Eliminato            |
| 6ª  | Ida De Bernardis    | 33  | Impiegata                 | Seregno (MB)              | Eliminata            |
| 7°  | Matteo Cozzi        | 17  | Studente                  | Legnano (MI)              | Eliminato            |
| 8ª  | Tatsiana Trashkova  | 31  | Studentessa               | Genova                    | Eliminata            |
| 9°  | Antonio Veneziani   | 34  | Disoccupato               | Cellamare (BA)            | Eliminato            |
| 10ª | Elisa Battagliarini | 41  | Commessa                  | Trieste                   | Eliminata            |
| 11ª | Giulia Gozzelino    | 22  | Studentessa               | Rovigo                    | Eliminata            |
| 12ª | Daniele Marasca     | 40  | Agente immobiliare        | Torino                    | Eliminato            |
| 13° | Luciano Crasnich    | 70  | Pensionato, ex barbiere   | Ronchi dei Legionari (GO) | Eliminato            |
| 14º | Erich Manuzzi       | 27  | Impiegato                 | Cesena                    | Eliminato            |
| 14º | Fabio Castoldi      | 23  | Studente                  | Suardi (PV)               | Eliminato            |
| 15ª | Mariny Mangano      | 64  | Imprenditrice             | Palermo                   | Eliminata            |

## Tabella eliminazioni
| 1  | Ida      | Gabriele | Patrizia | Elisa    | Ida      | Pietro   | Valeria  | Gabriele | Patrizia | Gabriele | Gabriele | Gabriele | Gabriele |  |  |  |  |  |  |  |  |  |  |  |  |  |  |  |  |  |  |  |  |  |  |  |  |  |  |  |  |  |  |  |  |  |  |  |  |  |  |  |  |  |  |  |  |  |  |  |  |  |  |  |  |  |  |  |  |  |  |  |  |  |  |  |  |  |  |  |  |  |  |  |  |  |  |  |  |  |  |  |  |  |  |  |  |  |  |  |  |  |  |  |  |  |  |  |  |  |  |  |
| 2  | Antonio  | Patrizia | Ida      | Valeria  | Matteo   | Luciano  | Tatsiana | Pietro   | Ida      | Valeria  | Ilaria   | Patrizia | Patrizia |  |  |  |  |  |  |  |  |  |  |  |  |  |  |  |  |  |  |  |  |  |  |  |  |  |  |  |  |  |  |  |  |  |  |  |  |  |  |  |  |  |  |  |  |  |  |  |  |  |  |  |  |  |  |  |  |  |  |  |  |  |  |  |  |  |  |  |  |  |  |  |  |  |  |  |  |  |  |  |  |  |  |  |  |  |  |  |  |  |  |  |  |  |  |  |  |  |  |  |
| 3  | Gabriele | Daniele  | Valeria  | Gabriele | Antonio  | Tatsiana | Patrizia | Ida      | Valeria  | Patrizia | Patrizia | Ilaria   |          |  |  |  |  |  |  |  |  |  |  |  |  |  |  |  |  |  |  |  |  |  |  |  |  |  |  |  |  |  |  |  |  |  |  |  |  |  |  |  |  |  |  |  |  |  |  |  |  |  |  |  |  |  |  |  |  |  |  |  |  |  |  |  |  |  |  |  |  |  |  |  |  |  |  |  |  |  |  |  |  |  |  |  |  |  |  |  |  |  |  |  |  |  |  |  |  |  |  |  |
| 4  | Valeria  | Ida      | Daniele  | Patrizia | Gabriele | Valeria  | Gabriele | Patrizia | Ilaria   | Ilaria   | Valeria  |          |          |  |  |  |  |  |  |  |  |  |  |  |  |  |  |  |  |  |  |  |  |  |  |  |  |  |  |  |  |  |  |  |  |  |  |  |  |  |  |  |  |  |  |  |  |  |  |  |  |  |  |  |  |  |  |  |  |  |  |  |  |  |  |  |  |  |  |  |  |  |  |  |  |  |  |  |  |  |  |  |  |  |  |  |  |  |  |  |  |  |  |  |  |  |  |  |  |  |  |  |
| 5  | Tatsiana | Antonio  | Elisa    | Tatsiana | Elisa    | Patrizia | Ida      | Ilaria   | Gabriele | Pietro   |          |          |          |  |  |  |  |  |  |  |  |  |  |  |  |  |  |  |  |  |  |  |  |  |  |  |  |  |  |  |  |  |  |  |  |  |  |  |  |  |  |  |  |  |  |  |  |  |  |  |  |  |  |  |  |  |  |  |  |  |  |  |  |  |  |  |  |  |  |  |  |  |  |  |  |  |  |  |  |  |  |  |  |  |  |  |  |  |  |  |  |  |  |  |  |  |  |  |  |  |  |  |
| 6  | Ilaria   | Valeria  | Pietro   | Matteo   | Pietro   | Antonio  | Pietro   | Valeria  | Pietro   | Ida      |          |          |          |  |  |  |  |  |  |  |  |  |  |  |  |  |  |  |  |  |  |  |  |  |  |  |  |  |  |  |  |  |  |  |  |  |  |  |  |  |  |  |  |  |  |  |  |  |  |  |  |  |  |  |  |  |  |  |  |  |  |  |  |  |  |  |  |  |  |  |  |  |  |  |  |  |  |  |  |  |  |  |  |  |  |  |  |  |  |  |  |  |  |  |  |  |  |  |  |  |  |  |
| 7  | Matteo   | Pietro   | Giulia   | Ilaria   | Valeria  | Gabriele | Ilaria   | Matteo   | Matteo   |          |          |          |          |  |  |  |  |  |  |  |  |  |  |  |  |  |  |  |  |  |  |  |  |  |  |  |  |  |  |  |  |  |  |  |  |  |  |  |  |  |  |  |  |  |  |  |  |  |  |  |  |  |  |  |  |  |  |  |  |  |  |  |  |  |  |  |  |  |  |  |  |  |  |  |  |  |  |  |  |  |  |  |  |  |  |  |  |  |  |  |  |  |  |  |  |  |  |  |  |  |  |  |
| 8  | Erich    | Ilaria   | Antonio  | Pietro   | Ilaria   | Ida      | Matteo   | Tatsiana |          |          |          |          |          |  |  |  |  |  |  |  |  |  |  |  |  |  |  |  |  |  |  |  |  |  |  |  |  |  |  |  |  |  |  |  |  |  |  |  |  |  |  |  |  |  |  |  |  |  |  |  |  |  |  |  |  |  |  |  |  |  |  |  |  |  |  |  |  |  |  |  |  |  |  |  |  |  |  |  |  |  |  |  |  |  |  |  |  |  |  |  |  |  |  |  |  |  |  |  |  |  |  |  |
| 9  | Patrizia | Tatsiana | Matteo   | Antonio  | Patrizia | Ilaria   | Antonio  |          |          |          |          |          |          |  |  |  |  |  |  |  |  |  |  |  |  |  |  |  |  |  |  |  |  |  |  |  |  |  |  |  |  |  |  |  |  |  |  |  |  |  |  |  |  |  |  |  |  |  |  |  |  |  |  |  |  |  |  |  |  |  |  |  |  |  |  |  |  |  |  |  |  |  |  |  |  |  |  |  |  |  |  |  |  |  |  |  |  |  |  |  |  |  |  |  |  |  |  |  |  |  |  |  |
| 10 | Fabio    | Matteo   | Tatsiana | Ida      | Tatsiana | Elisa    |          |          |          |          |          |          |          |  |  |  |  |  |  |  |  |  |  |  |  |  |  |  |  |  |  |  |  |  |  |  |  |  |  |  |  |  |  |  |  |  |  |  |  |  |  |  |  |  |  |  |  |  |  |  |  |  |  |  |  |  |  |  |  |  |  |  |  |  |  |  |  |  |  |  |  |  |  |  |  |  |  |  |  |  |  |  |  |  |  |  |  |  |  |  |  |  |  |  |  |  |  |  |  |  |  |  |
| 11 | Giulia   | Ilaria   | Gabriele | Giulia   | Giulia   |          |          |          |          |          |          |          |          |  |  |  |  |  |  |  |  |  |  |  |  |  |  |  |  |  |  |  |  |  |  |  |  |  |  |  |  |  |  |  |  |  |  |  |  |  |  |  |  |  |  |  |  |  |  |  |  |  |  |  |  |  |  |  |  |  |  |  |  |  |  |  |  |  |  |  |  |  |  |  |  |  |  |  |  |  |  |  |  |  |  |  |  |  |  |  |  |  |  |  |  |  |  |  |  |  |  |  |
| 12 | Luciano  | Elisa    | Ilaria   | Daniele  |          |          |          |          |          |          |          |          |          |  |  |  |  |  |  |  |  |  |  |  |  |  |  |  |  |  |  |  |  |  |  |  |  |  |  |  |  |  |  |  |  |  |  |  |  |  |  |  |  |  |  |  |  |  |  |  |  |  |  |  |  |  |  |  |  |  |  |  |  |  |  |  |  |  |  |  |  |  |  |  |  |  |  |  |  |  |  |  |  |  |  |  |  |  |  |  |  |  |  |  |  |  |  |  |  |  |  |  |
| 13 | Daniele  | Giulia   | Luciano  |          |          |          |          |          |          |          |          |          |          |  |  |  |  |  |  |  |  |  |  |  |  |  |  |  |  |  |  |  |  |  |  |  |  |  |  |  |  |  |  |  |  |  |  |  |  |  |  |  |  |  |  |  |  |  |  |  |  |  |  |  |  |  |  |  |  |  |  |  |  |  |  |  |  |  |  |  |  |  |  |  |  |  |  |  |  |  |  |  |  |  |  |  |  |  |  |  |  |  |  |  |  |  |  |  |  |  |  |  |
| 14 | Pietro   | Fabio    |          |          |          |          |          |          |          |          |          |          |          |  |  |  |  |  |  |  |  |  |  |  |  |  |  |  |  |  |  |  |  |  |  |  |  |  |  |  |  |  |  |  |  |  |  |  |  |  |  |  |  |  |  |  |  |  |  |  |  |  |  |  |  |  |  |  |  |  |  |  |  |  |  |  |  |  |  |  |  |  |  |  |  |  |  |  |  |  |  |  |  |  |  |  |  |  |  |  |  |  |  |  |  |  |  |  |  |  |  |  |
| 15 | Elisa    | Erich    |          |          |          |          |          |          |          |          |          |          |          |  |  |  |  |  |  |  |  |  |  |  |  |  |  |  |  |  |  |  |  |  |  |  |  |  |  |  |  |  |  |  |  |  |  |  |  |  |  |  |  |  |  |  |  |  |  |  |  |  |  |  |  |  |  |  |  |  |  |  |  |  |  |  |  |  |  |  |  |  |  |  |  |  |  |  |  |  |  |  |  |  |  |  |  |  |  |  |  |  |  |  |  |  |  |  |  |  |  |  |
| 16 | Mariny   |          |          |          |          |          |          |          |          |          |          |          |          |  |  |  |  |  |  |  |  |  |  |  |  |  |  |  |  |  |  |  |  |  |  |  |  |  |  |  |  |  |  |  |  |  |  |  |  |  |  |  |  |  |  |  |  |  |  |  |  |  |  |  |  |  |  |  |  |  |  |  |  |  |  |  |  |  |  |  |  |  |  |  |  |  |  |  |  |  |  |  |  |  |  |  |  |  |  |  |  |  |  |  |  |  |  |  |  |  |  |  |

- Nell'Episodio 6 non è stato proclamato alcun vincitore né della puntata né della prova tecnica.

Legenda:
     Il concorrente ha vinto la gara
     Il si è classificato secondo
     Il concorrente si è classificato terzo
     Il concorrente ha vinto la puntata ed ha diritto ad indossare il "grembiule blu"
     Il concorrente ha vinto la puntata ed anche la prova tecnica
     Il concorrente ha vinto la prova tecnica ed è salvo
     Il concorrente è salvo ed accede alla puntata successiva (l'ordine di chiamata è casuale)
     Il concorrente figura tra gli ultimi 2/3 ed è a rischio eliminazione
     Il concorrente è stato eliminato al termine della prova creativa
     Il concorrente è stato eliminato
     Il concorrente accede alla finalissima
|               | 1         | 2         | 3         | 4         | 5         | 6         | 7         | 8               | 9         | 10        | Semifinale | Finale    | Grembiuli blu vinti |
| Prova Tecnica | Ida       | Ida       | Valeria   | Ilaria    | Pietro    | N.D.      | Patrizia  | Patrizia Ilaria | Patrizia  | Gabriele  | Gabriele   | N.D.      | Grembiuli blu vinti |
| Gabriele      | SALVO     | PRIMO     | ULTIMI 3  | SALVO     | SALVO     | SALVO     | SALVO     | PRIMO           | ULTIMI 3  | PRIMO     | PRIMO      | VINCITORE | 4                   |
| Patrizia      | SALVA     | SALVA     | PRIMA     | SALVA     | ULTIMI 3  | SALVA     | SALVA     | SALVA           | PRIMA     | SALVA     | ULTIMI 2   | SECONDA   | 2                   |
| Ilaria        | SALVA     | SALVA     | ULTIMI 3  | SALVA     | SALVA     | ULTIMI 3  | ULTIMI 3  | SALVA           | SALVA     | ULTIMI 2  | SALVA      | TERZA     | 0                   |
| Valeria       | SALVA     | SALVA     | SALVA     | SALVA     | SALVA     | SALVA     | PRIMA     | ULTIMI 3        | SALVA     | SALVA     | ELIMINATA  |           | 1                   |
| Pietro        | ULTIMI 3  | SALVO     | SALVO     | SALVO     | SALVO     | SALVO     | SALVO     | SALVO           | ULTIMI 3  | ELIMINATO |            |           | 0                   |
| Ida           | PRIMA     | SALVA     | SALVA     | ULTIMI 3  | PRIMA     | ULTIMI 3  | SALVA     | SALVA           | SALVA     | ELIMINATA |            |           | 2                   |
| Matteo        | SALVO     | SALVO     | SALVO     | SALVO     | SALVO     | SALVO     | ULTIMI 3  | ULTIMI 3        | ELIMINATO |           |            |           | 0                   |
| Tatsiana      | SALVA     | SALVA     | SALVA     | SALVA     | ULTIMI 3  | SALVA     | SALVA     | ELIMINATA       |           |           |            |           | 0                   |
| Antonio       | SALVO     | SALVO     | SALVO     | SALVO     | SALVO     | SALVO     | ELIMINATO |                 |           |           |            |           | 0                   |
| Elisa         | ULTIMI 3  | SALVA     | SALVA     | PRIMA     | SALVA     | ELIMINATA |           |                 |           |           |            |           | 1                   |
| Giulia        | SALVA     | ULTIMI 3  | SALVA     | ULTIMI 3  | ELIMINATA |           |           |                 |           |           |            |           | 0                   |
| Daniele       | SALVO     | SALVO     | SALVO     | ELIMINATO |           |           |           |                 |           |           |            |           | 0                   |
| Luciano       | SALVO     | SALVO     | ELIMINATO |           |           |           |           |                 |           |           |            |           | 0                   |
| Fabio         | SALVO     | ELIMINATO |           |           |           |           |           |                 |           |           |            |           | 0                   |
| Erich         | SALVO     | ELIMINATO |           |           |           |           |           |                 |           |           |            |           | 0                   |
| Mariny        | ELIMINATA |           |           |           |           |           |           |                 |           |           |            |           | 0                   |

Legenda:
     Il concorrente ha vinto la gara
     Il concorrente ha vinto il grembiule blu
     Il concorrente si classifica terzo
     Il concorrente è salvo e accede alla puntata successiva
     Il concorrente, al termine di una prova, o della puntata, figura tra gli ultimi 2 o 3 classificati ed è a rischio eliminazione, ma si salva
     Il concorrente è stato eliminato al termine della puntata
     Il concorrente ha perso la sfida finale
     Il concorrente figura tra gli ultimi 2 al termine della prova creativa, ed è a rischio eliminazione
     Il concorrente è stato eliminato al

## Riassunto episodi

### Episodio pilota
Prima TV: 31 luglio 2015
Puntata dedicata al racconto delle due giornate di casting svolte a Bari e Roma. Sono stati presentati i nuovi concorrenti: i sedici migliori pasticceri amatoriali d'Italia.

### Episodio 1
Prima TV: 4 settembre 2015
- La prova di creatività: Preparare la loro versione di una merenda che comprenda due preparazioni dolci e una salata; in almeno una delle creazioni presentati deve esserci una pasta lievitata.
- La prova tecnica: Preparare il Rotolonen di Knam farcito con crema Chantilly e fragole, accompagnato da una salsa alle fragole. Inoltre i concorrenti hanno dovuto montare a neve gli albumi a mano, come richiesto dal maestro Knam.
- Concorrente eliminato: Mariny

### Episodio 2
Prima TV: 11 settembre 2015
- La prova di creatività: Preparare tre crostate, ognuna delle quali deve essere ispirata ai due giudici ed alla presentatrice Benedetta.
- La prova tecnica: Preparare la Charlotte di Ernst Knam, con almeno 16 savoiardi. Quando i giudici assaggiano al buio i dolci, decidono di classificare solo le 5 migliori, tutte le altre vengono considerate inclassificabili soprattutto per la mancata consistenza della bavarese.
- Terza prova lampo: I due concorrenti peggiori della puntata devono tentare il tutto per tutto preparando in 40 minuti un tortino al cioccolato con cuore cremoso e salsa alle arance.
- Concorrente eliminato: Erich e Fabio

### Episodio 3
Prima TV: 18 settembre 2015
- La prova di creatività: Preparare due versioni del Crumble, dolci o salate. Al momento dell'assaggio i giudici sceglieranno quali dei due crumble preparati assaggiare.
- La prova tecnica: Preparare una Torta Dobos. Ernst spiega ai concorrenti come preparare il caramello.
- Concorrente eliminato: Luciano

### Episodio 4
Prima TV: 25 settembre 2015
- La prova di creatività: Preparare i sospiri, tipici dolci pugliesi, rivisitati in chiave creativa.
- La prova tecnica: Preparare un Monte Bianco, dolce alle castagne e panna montata.
- Concorrente eliminato: Daniele

### Episodio 5
Prima TV: 2 ottobre 2015
- La prova di creatività: Preparare 20 biscotti per ognuno dei cinque tipi proposti (occhi di bue, amaretti,...), per un totale di 100 biscotti.
- La prova tecnica: Preparare la torta Giorgio di Ernst Knam, aggiungendo in cima delle striscioline di cioccolato temperato.
- Terza prova lampo: I tre concorrenti peggiori della puntata devono tentare il tutto per tutto preparando in 40 minuti i bignè salati con fonduta ai formaggi.
- Concorrente eliminato: Giulia

### Episodio 6
Prima TV: 9 ottobre 2015
- La prova di creatività: Preparare una Love Cake insieme a uno dei propri familiari.
- La prova tecnica: Preparare la torta Amor Sacro e Amor Profano di Clelia D'Onofrio.
- Concorrente eliminato: Elisa

### Episodio 7
Prima TV: 16 ottobre 2015
- La prova di creatività: Preparare una torta di compleanno insieme a uno dei bambini presenti in studio. La torta da fare viene scelta e disegnata dal bambino stesso.
- La prova tecnica: Preparare uno Strudel Viennese Salato.
- Concorrente eliminato: Antonio

### Episodio 8
Prima TV: 23 ottobre 2015
- La prova di creatività: Preparare un Croquembouche.
- La prova tecnica: Preparare una Wedding Cake divisi in coppie. Le coppie, scelte casualmente con un semplice meccanismo, sono: Ida-Pietro, Valeria-Gabriele, Tatsiana-Matteo e Patrizia-Ilaria.
- Concorrente eliminato: Tatsiana

### Episodio 9
Prima TV: 30 ottobre 2015
- La prova di creatività: Preparare una Victoria Sponge, che debba essere il più possibile una "Torta Imperiale", come ripetuto più volte da Clelia e da Ernst Knam.
- La prova tecnica: Preparare una Torta Fraisier, ricoperta dallo zucchero fondente con una decorazione geometrica.
- Concorrente eliminato: Matteo

### Episodio 10
Prima TV: 6 novembre 2015
- La prova di creatività: Preparare due teglie di pizza e un calzone con impasti diversi. A giudicare la prova, insieme a Ernst Knam e Clelia D'Onofrio, c'è Gabriele Bonci.
- La prova tecnica: Preparare una torta stratificata alle amarene.
- Terza prova lampo: I due concorrenti peggiori della puntata devono tentare il tutto per tutto preparando in 40 minuti un Supreme Souffle, ovvero un Souffle che, invece di essere contenuto in una ciotola di ceramica, deve essere inserito in una mela svuotata.
- Concorrente eliminato: Ida e Pietro

### Episodio 11
Prima TV: 13 novembre 2015
- La prova di creatività: Preparare una rivisitazione di un dolce tipico della regione di appartenenza del concorrente.
- La prova tecnica: Preparare una torta Bienenstich (conosciuta in Italia con il nome di "Puntura d'ape") e, con lo stesso impasto, preparare uno Zopf, una treccia di pane tipica della zona di Langenargen.
- Concorrente eliminato: Valeria
- Curiosità: questa puntata si svolge in parte a Langenargen in Germania

### Episodio 12
Prima TV: 20 novembre 2015 
- La prova di creatività: Preparare una Surprise Cake, che in questo caso deve contenere al suo interno un disegno a piacere fatto con un pan di spagna di colore contrastante.
- La prova tecnica: Preparare la Torta Green di Knam, una torta stratificata che contiene ingredienti che solitamente non sono presenti in un dolce.
- Prova finale: Come prova finale, i concorrenti devono realizzare il loro cavallo di battaglia, ovvero la torta che riesce meglio loro.
- Terzo classificato: Ilaria
- Secondo classificato: Patrizia
- Vincitore: Gabriele
- Ospite d' eccezione: Gilles Marchal

## Classifica prova tecnica
| #  | E1       | E2       | E3       | E4       | E5       | E6       | E7       | E8       | E8       | E9       | E10      | E10      | E11      | E12      |
| -- | -------- | -------- | -------- | -------- | -------- | -------- | -------- | -------- | -------- | -------- | -------- | -------- | -------- | -------- |
| 1  | Ida      | Ida      | Valeria  | Ilaria   | Pietro   | N.D.     | Patrizia | Ilaria   | Patrizia | Patrizia | Gabriele | Gabriele | Gabriele | Gabriele |
| 2  | Antonio  | Gabriele | Patrizia | Elisa    | Ida      | N.D.     | Valeria  | Gabriele | Valeria  | Ilaria   | Valeria  | Valeria  | Patrizia | Patrizia |
| 3  | Gabriele | Patrizia | Ida      | Pietro   | Valeria  | N.D.     | Tatsiana | Pietro   | Ida      | Valeria  | Patrizia | Patrizia | Ilaria   | Ilaria   |
| 4  | Patrizia | Daniele  | Pietro   | Patrizia | Gabriele | N.D.     | Pietro   | Tatsiana | Matteo   | Pietro   | Ilaria   | Pietro   | Valeria  |          |
| 5  | Matteo   | Antonio  | Daniele  | Tatsiana | Elisa    | N.D.     | Ida      |          |          | Ida      |          |          |          |          |
| 6  | Fabio    | N.D.     | Elisa    | Matteo   | Antonio  | Ida      | Gabriele |          |          | Matteo   |          |          |          |          |
| 7  | Giulia   | N.D.     | Giulia   | Valeria  | Matteo   | Elisa    | Ilaria   |          |          | Gabriele |          |          |          |          |
| 8  | Luciano  | N.D.     | Tatsiana | Gabriele | Patrizia | Gabriele | Matteo   |          |          |          |          |          |          |          |
| 9  | Daniele  | N.D.     | Antonio  | Ida      | Giulia   | Patrizia | Antonio  |          |          |          |          |          |          |          |
| 10 | Tatsiana | N.D.     | Matteo   | Giulia   | Ilaria   | Ilaria   |          |          |          |          |          |          |          |          |
| 11 | Pietro   | N.D.     | Gabriele | Daniele  | Tatsiana |          |          |          |          |          |          |          |          |          |
| 12 | Elisa    | N.D.     | Ilaria   | Antonio  |          |          |          |          |          |          |          |          |          |          |
| 13 | Valeria  | N.D.     | Luciano  |          |          |          |          |          |          |          |          |          |          |          |
| 14 | Erich    | N.D.     |          |          |          |          |          |          |          |          |          |          |          |          |
| 15 | Ilaria   | N.D.     |          |          |          |          |          |          |          |          |          |          |          |          |
| 16 | Mariny   |          |          |          |          |          |          |          |          |          |          |          |          |          |

## Ascolti
La prima puntata ha ottenuto 1,307 milioni di spettatori e il 6% di share, e la finale 1,7 milioni e il 6,2%, dati ottenuti grazie alla trasmissione in simulcast su tutti i canali free del gruppo Discovery Communications (DMAX, Giallo, Focus, K2, Frisbee e Deejay TV). I dati nella tabella indicano il numero di telespettatori solo su Real Time e Real Time +1.
| Puntata    | Data              | Telespettatori | Share | Ospiti         |
| ---------- | ----------------- | -------------- | ----- | -------------- |
| 1          | 4 settembre 2015  | 818.000        | 3,7%  | -              |
| 2          | 11 settembre 2015 | 920.000        | 3,8%  | -              |
| 3          | 18 settembre 2015 | 906.000        | 3,8%  | -              |
| 4          | 25 settembre 2015 | 892.000        | 3,5%  | -              |
| 5          | 2 ottobre 2015    | 897.000        | 3,3%  | -              |
| 6          | 9 ottobre 2015    | 763.000        | 3,0%  | -              |
| 7          | 16 ottobre 2015   | 958.000        | 3,5%  | -              |
| 8          | 23 ottobre 2015   | 823.000        | 3,1%  | -              |
| 9          | 30 ottobre 2015   | 817.000        | 2,8%  | -              |
| 10         | 6 novembre 2015   | 964.000        | 3,6%  | Gabriele Bonci |
| Semifinale | 13 novembre 2015  | 1.047.000      | 3,8%  | -              |
| Finale     | 20 novembre 2015  | 1.098.000      | 3,9%  | Gilles Marchal |
| Media      | Media             | 908.000        | 3,48% |                |